# Жеґово
Жеґово (пол. Żegowo, нім. Freudenau) — село в Польщі, у гміні Бук Познанського повіту Великопольського воєводства.
У 1975-1998 роках село належало до Познанського воєводства.